# Asptjärnen, Västerbotten
Asptjärnen är en sjö i Umeå kommun i Västerbotten och ingår i Umeälven-Hörnåns kustområde.